# 鐵線蕨科
鐵線蕨科（Adiantaceae），多年生挺水植物，高從40公分到一公尺以上都有。葉子通常呈現排列狀，暗色且繁衍用的孢子密生於老葉先端。一般來說，該種植物都生長在溼地。

## 下级分类
- 铁线蕨属 Adiantum L.